# Lake Tomahawk (Ohio)
Lake Tomahawk – jednostka osadnicza w Stanach Zjednoczonych, w stanie Ohio, w hrabstwie Columbiana.